# Тодд, Халли
Халли Тодд (англ. Hallie Todd, род. 7 января 1962) — американская телевизионная актриса.
Тодд родилась в Лос-Анджелесе, штат Калифорния, в семье актрисы Энн Морган Гилберт и телесценариста Джорджа Экстайна. Она дебютировала на телевидении в эпизоде «Семья», а затем кратко появилась в кинофильме «Весёлые времена в школе Риджмонт». С 1984 по 1989 год Тодд снималась в комедийном сериале Showtime «Братья», за роль в котором дважды номинировалась на CableACE Award.
В 1990-х Тодд снялась в закрытых после одного сезона ситкомах Going Places (ABC, 1990-91) и Life with Roger (The WB, 1996-97), а также появлялась в «Звёздный путь: Следующее поколение», «Она написала убийство» и «Сабрина — маленькая ведьма». В 2001—2004 годах она играла мать в ситкоме Disney Channel «Лиззи Магуайер». Эту роль Тодд также повторила в полнометражном фильме 2003 года «Лиззи Магуайер». С тех пор она снялась и написала сценарий к низкобюджетному триллеру 2012 года «Швартовка».